# 照屋政雄
照屋 政雄（てるや まさお、1939年6月1日 - ）は、沖縄県中頭郡読谷村出身の沖縄民謡の歌手。
沖縄市で「照屋政雄三線店」を経営する傍ら、テレビ・ラジオ等のメディアで沖縄民謡を多数発表。「トゥルルンテン」「ちょんちょんキジムナー」「流れの渡り鳥」「明日からや」などのヒット曲を出す。

## 来歴・人物
1939年、沖縄県中頭郡読谷山村（当時）に生まれる。
野村流古典音楽師範で照屋林助の父・照屋林賢の祖父である照屋林山、人間国宝・島袋正雄、琉球民謡登川流宗家・琉球古典音楽湛水流名誉師範の登川誠仁という3人の島唄の名士に師事。
近年では「ホテル・ハイビスカス」、「真夏の夜の夢」、「南の島のフリムン」などの映画に出演し、コミカルな演技を披露している。シンガーソングライターのハシケンは弟子。

## ディスコグラフィー

### アルバム
- チョンチョンキジムナー  照屋政雄（2002年）
- いろは歌\デュエット特集  照屋政雄・町 美幸・牛場さゆり（2018年）

### シングル
- チョンチョンキジムナー・リミックス featuring 照屋政雄（2003年）

## 出演

### 映画
- 「ホテル・ハイビスカス」（2002年、中江裕司監督） - 父ちゃん 役
- 「サルサとチャンプルー」（2007年、波多野哲朗監督）
- 「真夏の夜の夢（さんかく山のマジルー）」（2009年、中江裕司監督） - 船長 役
- 「南の島のフリムン」（2009年、ゴリ監督） - マサル 役

### テレビドラマ
- 私が初めて創ったドラマ「沖縄ドライバーズノート」（2011年1月14日、NHK BShi）

## 関連人物
- 照屋林山
- 島袋正雄
- 登川誠仁
- 照屋林賢
- どんと
- 饒辺愛子
- ハシケン